# Paul Yoshiyuki Furuya
Paul Yoshiyuki Furuya (jap. パウロ古屋義之) (ur. 9 lutego 1900 w Wakayamie, zm. 2 lutego 1991) – japoński duchowny rzymskokatolicki, biskup Kioto.

## Biografia
Paul Yoshiyuki Furuya urodził się 9 lutego 1900 w Wakayamie w Cesarstwie Japonii. 1 lipca 1928 otrzymał święcenia prezbiteriatu.
W 1940 papież Pius XII mianował go prefektem apostolskim Kioto. 12 lipca 1951 papież podniósł prefekturę apostolską Kioto do rangi diecezji i mianował ks. Furuye jej biskupem. 21 września 1951 przyjął sakrę biskupią z rąk internuncjusza apostolskiego w Japonii abpa Maximiliena de Furstenberga. Współkonsekratorami byli arcybiskup tokijski Peter Tatsuo Doi oraz biskup Nagasaki Paul Aijirō Yamaguchi.
Jako ojciec soborowy wziął udział w soborze watykańskim II. 8 lipca 1976 przeszedł na emeryturę. Zmarł 2 lutego 1991.